# Gopinathpur
Gopinathpur là một thị trấn thống kê (census town) của quận Barddhaman thuộc bang Tây Bengal, Ấn Độ.

## Địa lý
Gopinathpur có vị trí 22°49′B 88°03′Đ / 22,82°B 88,05°Đ Nó có độ cao trung bình là 17 mét (55 feet).

## Nhân khẩu
Theo điều tra dân số năm 2001 của Ấn Độ, Gopinathpur có dân số 4983 người. Phái nam chiếm 53% tổng số dân và phái nữ chiếm 47%. Gopinathpur có tỷ lệ 68% biết đọc biết viết, cao hơn tỷ lệ trung bình toàn quốc là 59,5%: tỷ lệ cho phái nam là 74%, và tỷ lệ cho phái nữ là 62%. Tại Gopinathpur, 12% dân số nhỏ hơn 6 tuổi.